# Вилкова, Таисия Александровна
Таи́сия Алекса́ндровна Вилко́ва (род. 25 октября 1996, Москва) — российская актриса театра, кино и телевидения.

## Биография
Родилась 25 октября 1996 года в Москве.
Училась в московской школе № 1028, школе-проектном колледже № 1314. После десятого класса ушла в экстернат № 88, который успешно окончила в 2013 году. Выпускница 2017 года актёрского факультета Школы-студии МХАТ (мастерская Евгения Писарева).
Актриса Московского театра имени Пушкина с 2017 года.

## Семья
Отец — Александр Борисович Вилков (1955—2014), актёр театра и кино, певец. Заслуженный артист Российской Федерации. В разводе с 2004 года.
Мать — Дарья Эдуардовна Гончарова (15 октября 1970 — 26 февраля 2024), актриса, педагог, театральный продюсер.  В 1994 году окончила высшее театральное училище имени Щукина, до 2000 года работала в Московском театре «У Никитских ворот».
Отчим — Михаил Николаевич Полосухин (род. 1966), советский и российский актёр театра и кино, Заслуженный артист Российской Федерации.
Имеет двух единоутробных братьев Антона и Олега.
В марте 2020 году вышла замуж за актёра и режиссёра Семена Николаевича Серзина (род. 1987).
- Дочь — Серафима Семёновна Серзина[6] (род. 2020).

## Творчество
Свою первую роль сыграла в 7 лет — роль знаменитой актрисы Валентины Серовой (в детстве) в многосерийном фильме «Звезда эпохи» Юрия Кары.
Благожелательные отзывы прессы и критики о первой работе девочки повлияли на дальнейшее развитие карьеры юной актрисы. Сразу после съёмок в «Звезде эпохи» утверждается на роль в телесериале «Папенькин сынок», а в 2008 году — на роль дочери главных героев в телесериале «Фотограф». В 2011 году работала ведущей на телеканале «Дисней».
С 2010 года по 2015 год сыграла в таких российских фильмах и телесериалах, как «Выкрутасы», «Склифосовский», «О чём молчат девушки», «Вангелия» и «Григорий Р.».
Широкую известность актриса получила после выхода на экраны молодёжного телесериала «Деффчонки» (2012—2018) на телеканале «ТНТ», где исполнила одну из главных ролей.
31 августа 2017 года в кинотеатрах страны стартовал премьерный показ первого из трёх фильмов проекта по мотивам произведений Н. В. Гоголя — «Гоголь. Начало» с участием Таисии Вилковой (Лиза Данишевская). Партнёрами молодой актрисы в проекте выступили такие звёзды российской сцены, как Александр Петров, Олег Меньшиков, Евгений Стычкин, Артём Ткаченко, Ян Цапник, Павел Деревянко и другие.
Осенью 2017 года актриса предстала перед телезрителем в одной из главных ролей — портнихи Гути — в многосерийном остросюжетном детективе «Отличница», премьера которого состоялась на Первом канале.
В художественном кинофильме «Матильда» Алексея Учителя, общероссийская премьера которого состоялась 26 октября 2017 года, Таисия дублировала польскую актрису Михалину Ольшаньскую, исполнившую роль балерины Матильды Кшесинской.
Столичный зритель знаком с театральной актрисой Вилковой по таким спектаклям Московского театра имени Пушкина, как «Вишнёвый сад», «Много шума из ничего», «Три Ивана», «Женитьба Фигаро» и другим.

## Театральные работы
| Театр                           | Спектакль              | Режиссёр          | Роль           |
| ------------------------------- | ---------------------- | ----------------- | -------------- |
| Театр имени Пушкина             | Горький. Дно. Высоцкий | Борис Дьяченко    | Василиса       |
| Театр имени Пушкина             | Вишнёвый сад           | Владимир Мирзоев  | Аня            |
| Театр имени Пушкина             | Влюблённый Шекспир     | Евгений Писарев   | Виола          |
| Театр имени Пушкина             | Женитьба Фигаро        | Евгений Писарев   | Сюзанна        |
| Театр имени Пушкина             | Много шума из ничего   | Евгений Писарев   | Геро           |
| Театр имени Пушкина             | Три Ивана              | Игорь Теплов      | Милолика       |
| Театр имени Пушкина             | С_училища              | Семён Серзин      | Танька         |
| Учебный театр Школы-Студии МХАТ | Безотцовщина           | Евгения Дмитриева | Софья Егоровна |

## Фильмография
| Год       |   | Название                       | Роль                                         |
| --------- | - | ------------------------------ | -------------------------------------------- |
| 2006      | с | Папенькин сынок                | Мария                                        |
| 2008      | с | Фотограф                       | Шуша (Василиса)                              |
| 2011      | ф | Выкрутасы                      | Тася                                         |
| 2011      | с | Девичья охота                  | Лиза                                         |
| 2012—2014 | с | Деффчонки                      | Василиса Сергеевна «Вася» Бобылкина          |
| 2013      | с | Вангелия                       | Снежана, ученица интерната                   |
| 2013      | ф | Любовь — не картошка           | Татьяна                                      |
| 2013      | ф | О чём молчат девушки           | Тася                                         |
| 2014      | ф | Чемпионы                       | сноубордистка Екатерина Илюхина              |
| 2014      | с | Григорий Р.                    | Матрёна Распутина                            |
| 2014      | ф | Всем всего хорошего            | Рита Орлова                                  |
| 2014      | ф | Серьёзные отношения            | Катя                                         |
| 2015      | с | Фарца                          | Зина                                         |
| 2016      | ф | Дед Мороз. Битва Магов         | Маша Петрова                                 |
| 2017      | с | Райский уголок                 | Вера                                         |
| 2017      | с | Отличница                      | Гутя (Августа)                               |
| 2017      | ф | Гоголь. Начало                 | Лиза Данишевская                             |
| 2017      | ф | Ёлки новые                     | Юлия                                         |
| 2018      | ф | Гоголь. Вий                    | Лиза Данишевская                             |
| 2018      | ф | Гоголь. Страшная месть         | Лиза Данишевская                             |
| 2018      | ф | Ёлки последние                 | Юлия                                         |
| 2018      | ф | Выше неба                      | Александра                                   |
| 2018      | с | Алиби                          | Стася Бобовская, студентка театрального ВУЗа |
| 2019      | с | Гоголь                         | Лиза Данишевская                             |
| 2020      | ф | Красотка в ударе               | Елена                                        |
| 2020      | ф | Последний богатырь: Корень зла | Галина в молодости                           |
| 2020      | ф | Человек из Подольска           | Галя                                         |
| 2020      | ф | Доктор Лиза                    | беременная девушка                           |
| 2021      | ф | Бендер: Начало                 | Ева Махульская                               |
| 2021      | ф | Бендер: Последняя афера        | Ева Махульская                               |
| 2022      | с | Бендер                         | Ева Махульская                               |
| 2022      | ф | Непослушник                    | Настя, ученица иконописной школы             |
| 2022      | ф | Дикая                          | Алёна                                        |
| 2022      | с | Алиса не может ждать           | Юля, сестра Алисы                            |
| 2022      | ф | Жанна                          | Катя                                         |
| 2022      | ф | Непослушник 2. Вспомнить всё   | Настя, жена Димы                             |
| 2022      | ф | Похожий человек                | продавец книжного магазина Мария             |
| 2024      | ф | Рыжий                          | Ирина                                        |